# ビル・シュネー
ビル・シュネー（Bill Schnee、1947年7月4日 - ）は、アメリカ合衆国の音楽プロデューサー、レコーディング・エンジニア。

## 経歴
アリゾナ州フェニックス市出身。8歳からキーボードを習い始める。9歳でトランペットを学び、11歳の時にサックスに転向。
13歳で家族とともにサンフランシスコ、16歳でロサンゼルスに移住。ロサンゼルスでの高校生活時代にキーボーディストとしてバンド活動に傾倒し始める。この時、バンドのプロデューサーはシュネーがミキシングしたバンドサウンドを聞いて彼の才能を見出し、プロのレコーディング技術を学ぶように勧めた。シュネーはその後、カリフォルニア理工大学（現・カリフォルニア理工州立大学）（1965年～1968年）、ロヨラ法科大学（1969年～1970年）在学中も作曲、演奏活動を続けていたが、次第に自分が本当にやりたいことはレコーディングエンジニアであることを確信するようになった。
1969年、スミスの「A Group Called Smith」でエンジニアとしてデビュー。その後、ブラッド・スウェット・アンド・ティアーズやリンゴ・スター等のプロデュースやエンジニアリングを手掛けていたが、シュネーの名が大きく知られるようになったのは1975年に発表されたテルマ・ヒューストンの「I've Got the Music in Me」である。その後、ミッシェル・ポルナレフ、TOTO、ボズ・スキャッグス、スティーリー・ダン、ヒューイ・ルイス&ザ・ニュース、シカゴ、オリビア・ニュートン＝ジョン、ホイットニー・ヒューストン、など多数の大物アーティストの音楽作品にてプロデューサー、エンジニアとして活躍している。
日本では、オフコース、小田和正のレコーディング・エンジニアとして知られている。「We are」から「as close as possible」までのオフコースのアルバムおよび小田の多くのアルバムの制作にかかわっている。小田とは同じ1947年生まれで同い年ということもあり、音楽の枠を超えて深い親交がある。
1981年、ノース・ハリウッドにシュネー・スタジオを設立。極めて優秀なレコーディング設備で知られており、ドン・ヘンリー、アニタ・ベイカー、アーロン・ネヴィル、シェール、ナタリー・コール、テディ・ペンダーグラスなど多数のアーティストのレコーディングに使われている。小田和正も初のソロアルバム「K.ODA」から「MY HOME TOWN」まではシュネー・スタジオをレコーディングの拠点としていた。

## 主な受賞歴
- スティーリー・ダン　『Aja』 - 1978年度グラミー賞・最優秀録音賞
- スティーリー・ダン　『Gaucho』 - 1980年度グラミー賞・最優秀録音賞
- PBSのナタリー・コール　ライブコンサート - 1992年度エミー賞・ベストサウンドミキシング賞
- プロミス・キーパーズ協賛アルバム「Raise the standard」 - 1996年度ダブ賞

グラミー賞は上記2度の受賞を含め10度ノミネートされている。このほか、60以上のゴールドディスク、35のプラチナディスクを送り出しており、制作にかかわったシングル曲のうち全米トップ20に入った曲は50曲に上る。